# Transsubstanciace

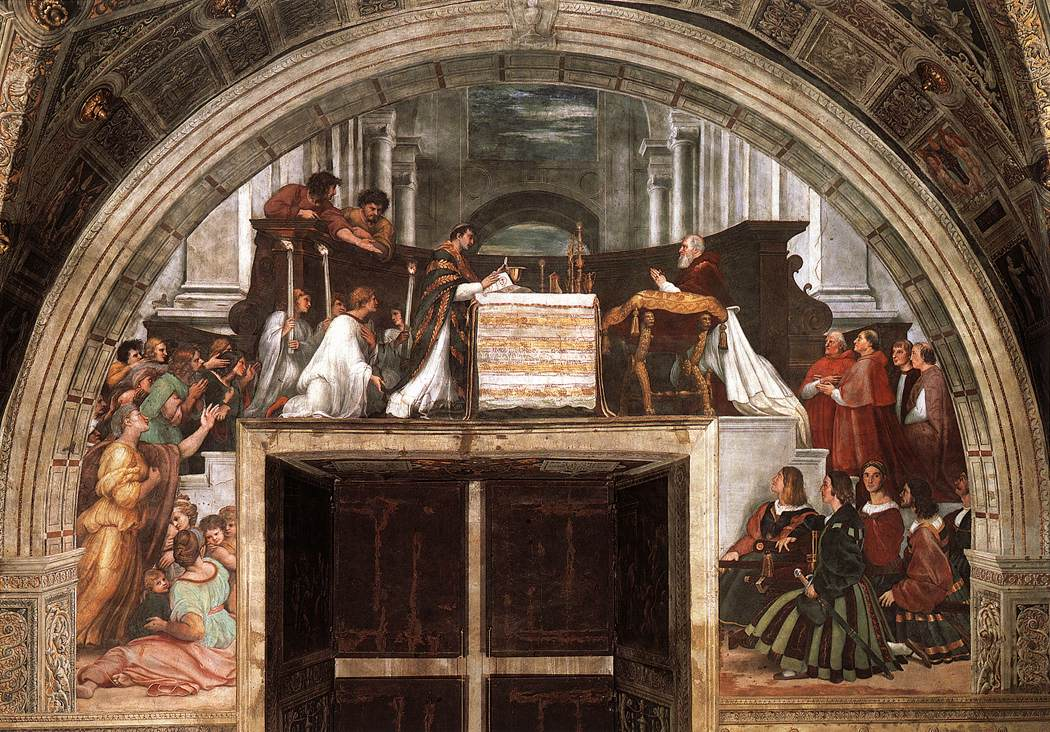
Mše v Bolseně, při které se udál eucharistický zázrak. Hostie v rukou kněze Petra z Prahy začala během přepodstatnění krvácet (Raffael Santi, 1512)

Transsubstanciace čili přepodstatnění je jedním z výkladů církevního učení o reálné přítomnosti Ježíše Krista ve svátosti Eucharistie, který zastává zejména římskokatolická církev. Spekulativním podkladem nauky je aristotelská filosofie, zejména v její tomistické modifikaci.

## Římskokatolická církev
Pojem sám se začal objevovat ve 12. století. Patrističtí autoři ani raní scholastikové (Hugo od Svatého Viktora, Petr Lombardský) výraz „transsubstanciace“ neznali, poprvé jej použil tourský biskup Hildebert roku 1079 a ojediněle se vyskytuje i u některých dalších autorů 12. století (Petr z Blois aj.) Oficiálním učením církve se stal na čtvrtém lateránském koncilu roku 1215, který definoval ve sněmovním Vyznání víry:
| „        | … Ježíš Kristus, jehož tělo a krev jsou skutečně obsaženy ve svátosti oltářní pod způsoby chleba a vína, Boží mocí proměněnými co do podstaty (transsubstanciovány; přepodstatněny), chléb v tělo a víno v krev; abychom dosáhli tajemství jednoty, přijímáme od něho to, co on přijal od nás. | “ |
| — DS 802 | |   |

Toto vyhlášení mělo být definitivní tečkou za raně scholastickými kontroverzemi o Eucharistii, z nichž nejvýznačnější byly kontroverze Ratramnova na konci 9. století a kontroverze Berengarova v polovině 11. století. Nicméně i po formální dogmatizaci pokračovala kritika transsubstanciačního chápání Kristovy přítomnosti; k nejvýznamnějším kritikům patřil John Wycliffe (Viklef) a v 16. století ji odmítly všechny reformační směry. Římskokatolická církev ji proto znovu potvrdila na Tridentském koncilu, v 2. kánonu 13. sezení:
Jestliže někdo řekne, že v posvátné a svaté svátosti Eucharistie zůstává podstata chleba a vína sjednoceně s tělem a krví Krista a odmítá zázračnou a prostou změnu celé podstaty chleba v tělo a celé podstaty vína v krev, kdy zůstávají pouze podoby chleba a vína, kteroužto změnu Církev katolická příhodně nazývá transsubstanciací, budiž proklet! 
Podstatou transsubstanciační nauky je myšlenka, že se chléb při konsekraci mění v tělo Kristovo a víno v Kristovu krev takovým způsobem, kdy zůstávají pouhé případky (accidentia), tedy vnímatelné vlastnosti chleba a vína (tvar, chuť, vůně, barva apod.), ale podstata (substantia) obou živlů (podle slov tridentského Římského katechismu) „nepokračuje v existenci“ a je nahrazena podstatou těla a krve Kristovy.
Nejklasičtějším a v římskokatolické církvi obecně nejpřijímanějším výkladem této nauky je podání Tomáše Akvinského:
| „                      | K pravdivosti této svátosti patří, aby v této svátosti bylo pravé tělo Kristovo. To však tam není před proměněním. Nemůže pak něco býti někde, kde prve nebylo, leč změnou místa nebo proměněním druhého v ně: jako v nějakém domě začíná nově býti oheň, buď že se tam donese nebo že je tam udělán. | “ |
| — Sth III. q. 75, a. 2 | |   |

Přítomnost prostřednictvím změny místa (místního pohybu) Tomáš odmítá, to by znamenalo, že by přestal být v nebi kdykoliv se tato svátost koná (podobný argument se později objevuje i ve zwingliánsko-kalvínské rétorice), navíc by pak nebylo možné, aby se totéž tělo přesunovalo ve stejném okamžiku na různá místa. Zbývá tedy druhá možnost a tou je pro Tomáše proměna; společná koexistence chleba s tělem a vína s krví je vyloučena, jelikož by musela nastat také místním pohybem, rovněž tak pouhá substituce chleba, který byl předtím anihilován (obrácen v nic). Pokud však přítomnost nastává proměnou, není možné, aby zde nadále bylo to, co bylo již změněno v něco jiného.
V této argumentaci je třeba si všimnout Tomášova tertium non datur (reálná přítomnost je tedy možná jen místním pohybem nebo proměnou – a to takovou, kde dochází ke změně podstaty při zachování případků – transsubstanciace, nikoliv změnou formy – transformace); například myšlenku svátostné unie Tomáš nezná. Pro podepření svého spekulativního vývodu se obrací k latinskému znění slov ustanovení – pokud by měla trvat v Eucharistii podstata chleba, užil by prý Ježíš slov „HIC est corpus meum“ (zde je tělo mé) místo „HOC est corpus meum“ (toto je tělo mé).
S transsubstanciací souvisí víra římského katolicismu v trvalost a nevratnost svátostné proměny a tím v přítomnost Krista v živlech i extra usum sacramenti (mimo užití svátosti), což je základem římskokatolického eucharistického kultu (výstavy a adorace konsekrované hostie v monstranci, její nošení v průvodu o svátku Božího Těla apod.).

## Pravoslavné církve
V tradici východní církve, především v řecké patristice, se o přepodstatnění až do 17. století nikde nemluví; otcové užívají výrazů metabolé, metapoiésis, metarrythmésis, metitésis apod. které nemusí mít nutně transsubstanciační význam. Řecký kalk slova transsubstantiatio, tedy metúsiosis, použil poprvé Jeruzalémský synod r. 1672, který se tak pomocí z římského katolicismu vypůjčeného výraziva pokusil odmítnout kalvínské prvky v učení patriarchy Cyrila Lucarise. Zde je ovšem třeba poznamenat, že převážně z platonismu vycházející pravoslaví tímto pojmem nepřejímá římský aristotelský výklad, pouze jím brání totožnost chleba s pravým tělem Kristovým a vína s pravou Kristovou krví. Příslušný kánon jeruzalémské synody jedním dechem dodává:
Dále věříme, že slovem „metúsiosis“ není vysvětlen způsob, jakým se chléb a víno mění v Tělo a Krev Páně - neboť to je zcela nepochopitelné a nemožné, s výjimkou Boha samotného, a ti, kdo si představují, že tak činí, mají podíl na ignoranci a bezbožnosti, - ale že chléb a víno jsou po konsekraci přeměňovány v Tělo a Krev Páně, a to nikoliv typizovaně, obrazně, mimořádnou milostí, sdílením nebo přítomností samotného božství Jednorozeného, a aniž je jakýkoliv akcident chleba či vína nějakou změnou či přeměnou změněn na akcident Těla a Krve Krista, stává se pravdivě, skutečně a podstatně chléb pravým samým Tělem Pána a víno samou Krví Pána, jak je řečeno výše.
To potvrzuje i pravoslavný katechismus metropolity Filareta, který dodává:
| „                                                                  | Ve výkladu víry od východních patriarchů je řečeno, že slovo „metúsiosis“ nemá být považováno za definici způsobu, jakým se chléb a víno mění v tělo a krev Páně, neboť to nemůže nikdo pochopit - pouze Bůh - ale znamená jen tolik, že se chléb pravdivě, skutečně a podstatně stává pravým tělem Páně a víno pravou krví Páně. | “ |
| — Větší katechismus pravoslavné a katolické východní církve, § 340 | |   |

To znamená, že pravoslaví použilo v konkrétní historické situaci výraz metúsiosis nikoliv pro vysvětlení specifického způsobu, jakým se mění živly v tělo a krev Páně, nýbrž pro zdůraznění faktu reálné přítomnosti Kristova těla a krve pravdivým a podstatným způsobem. Nutno dodat, že ani katolické články víry neříkají nic o způsobu, jakým ke změně dochází, ale snaží se pomocí aristotelské terminologie vysvětlit, že ačkoliv vnější podoba zůstává, podstata se mění.

## Reformační kritika
Učení o transsubstanciaci doprovázely diskuse a kontroverze již od jeho uvedení do církevní věrouky. Remanenci (zůstávání podstat chleba a vína po konsekraci) zastával John Wycliffe, který transsubstanciaci odmítal v řadě svých spisů, třebaže se jeho eucharistická nauka během jeho života několikrát změnila. Jan Hus nikdy jednoznačně transsubstanciaci neodmítl; r. 1410 však kritizoval arcibiskupa Zbyňka Zajíce za jeho zákaz užívat v souvislosti s proměněnou hostií pojem „chléb“. Radikální husité (táboři) popírali osobní přítomnost Krista ve Večeři Páně a tak se de facto přiblížili zwingliánsko-kalvínskému pojetí.
Rovněž světová reformace se s transsubstanciačním učením rozešla. Podle Zwingliho jediným přepodstatněním v tělo Kristovo, ke kterému při Večeři Páně dochází, je proměna celého přijímajícího společenství. Jan Kalvín nazývá ve své Instituci transsubstanciaci „hrůzným učením“. Rovněž luterství učení o přepodstatnění odmítá, ačkoliv vyznává reálnou přítomnost Krista ve Večeři Páně.
Klasické reformační námitky proti transsubstanciaci jsou tyto:
- pojem není v Bibli ani ve spisech starých církevních otců, v teologii se objevuje poměrně pozdě, s pronikáním Aristotelovy filosofie.
- Bible hovoří o nepřerušené totožnosti živlů během aktu svátosti - podle evangelií Kristus při Poslední večeři to co „rozdával“ je totéž, co „vzal a požehnal“, nicméně Kristus „vzal chléb“, nikoliv pouhé zdání chleba, a kalich s vínem, nikoliv s pouhými případky vína; apoštol Pavel užívá odkaz „ten chléb“ (odkazující na chléb, který Ježíš vzal) i po konsekraci živlů.
- Transsubstanciace zlehčuje stvořenou skutečnost a odnímá úctu Božímu stvoření, a tak se de facto stává odrazem vadné doketistické nebo monofysitské christologie.
- v klasickém aristotelismu není možná existence případků bez jejich podmětu (accidentia sine subiecto).
- je-li konsekrační eucharistická modlitba modlitbou žehnací, nemůže mít účinky destruktivní (ztrátu podstaty), nýbrž rozhojňující.

### Konsubstanciace
Termínem konsubstanciace (koexistence více podstat v jedné věci) se nepřesně označuje luteránské učení o svátostném sjednocení – Tělo a Krev Krista jsou podle luteránů s chlebem a vínem sjednoceny, aniž by se jedno v druhé měnilo.
Podobné názory zastávají i anglikáni a starokatolíci.

## Alternativní římskokatolické pohledy
Ve 20. století byly podniknuty pokusy některými římskokatolickými theology (Davis, P. Schoonenberg a L. Smits) vyjádřit katolické učení o Eucharistii nově, jako alternativu k aristotelskému přepodstatnění. Vznikly tak teorie označované jako „transsignifikace“ nebo „transfinalizace“. Oba pojmy církevní autorita označila za nedostačující k tomu, aby nahradily tradiční pojem transsubstanciace, i když jej vhodně doplňují a osvětlují.